# Hus i Kolomna
Hus i Kolomna (russisk: Домик в Коломне) er en russisk stum komediefilm fra 1913 instrueret af Pjotr Tjardynin.
Filmen er baseret på et digt af Pusjkin.

## Handling
En ældre enke bor i sit eget hus med sin ugifte datter Parasja. Enken beder datteren om at finde en billig kok. Parasja er forelsket i en ung officer, og hun bringer ham ind i huset som den nye kok, men forklædt som kvinde. Denne vaudeville-maskerade fører til en række sjove situationer. Til sidst opdager enken, at "kokken" barberer sine morgenskægstubbe, og bedraget afsløres.

## Medvirkende
- Praskovja Maksimova som enken
- Sofja Goslavskaja som datteren Parasja
- Ivan Mozzjukhin som Parasjas kæreste og "kok"